# Chatham (Massachusetts)
Chatham es un pueblo ubicado en el condado de Barnstable en el estado estadounidense de Massachusetts. En el Censo de 2010 tenía una población de 6.125 habitantes y una densidad poblacional de 96,95 personas por km².

## Geografía
Chatham se encuentra ubicado en las coordenadas 41°40′19″N 69°58′14″O / 41.67194, -69.97056. Según la Oficina del Censo de los Estados Unidos, Chatham tiene una superficie total de 63.18 km², de la cual 41.78 km² corresponden a tierra firme y (33.87%) 21.4 km² es agua.

## Demografía
Según el censo de 2010, había 6.125 personas residiendo en Chatham. La densidad de población era de 96,95 hab./km². De los 6.125 habitantes, Chatham estaba compuesto por el 96.08% blancos, el 1.4% eran afroamericanos, el 0.26% eran amerindios, el 0.59% eran asiáticos, el 0% eran isleños del Pacífico, el 0.62% eran de otras razas y el 1.04% pertenecían a dos o más razas. Del total de la población el 1.76% eran hispanos o latinos de cualquier raza.